# Letenka

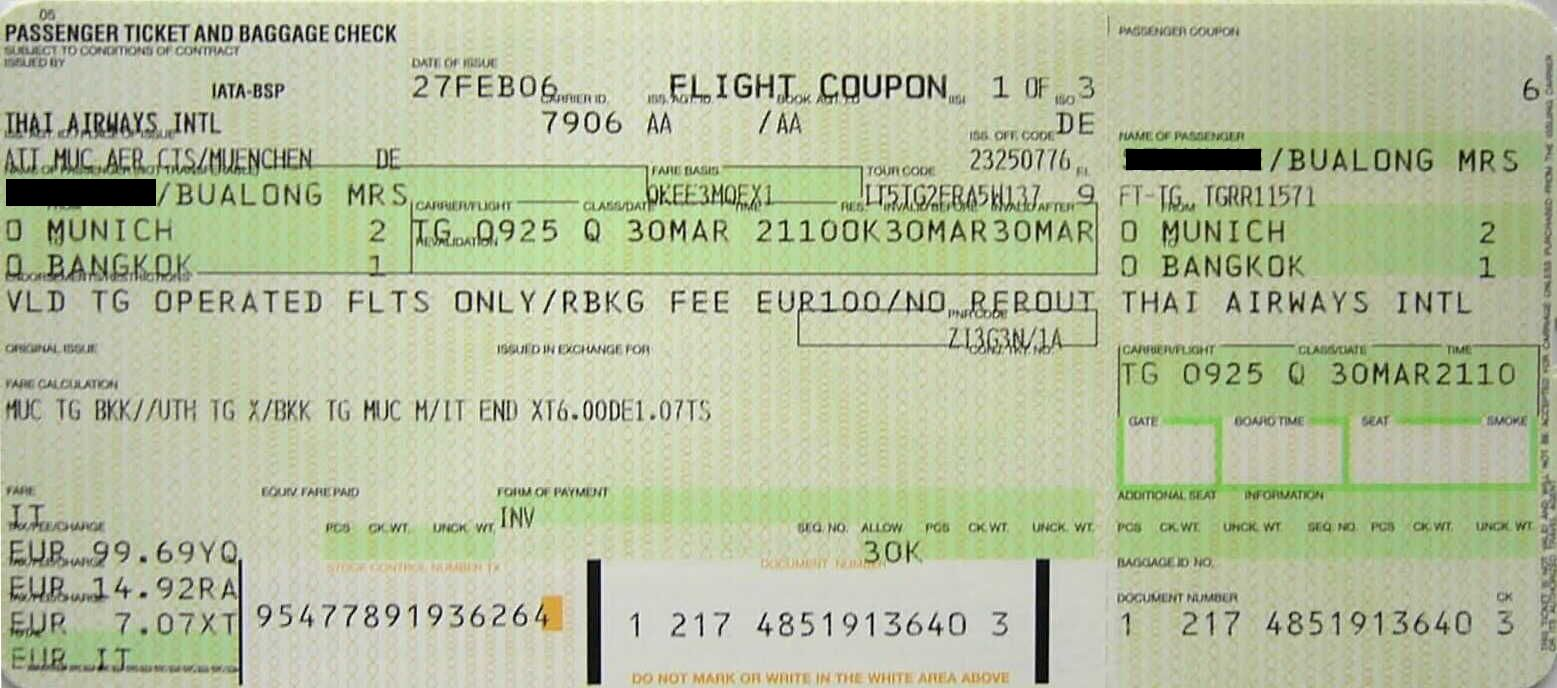
Letenka thajské společnosti (Thai Airways International)

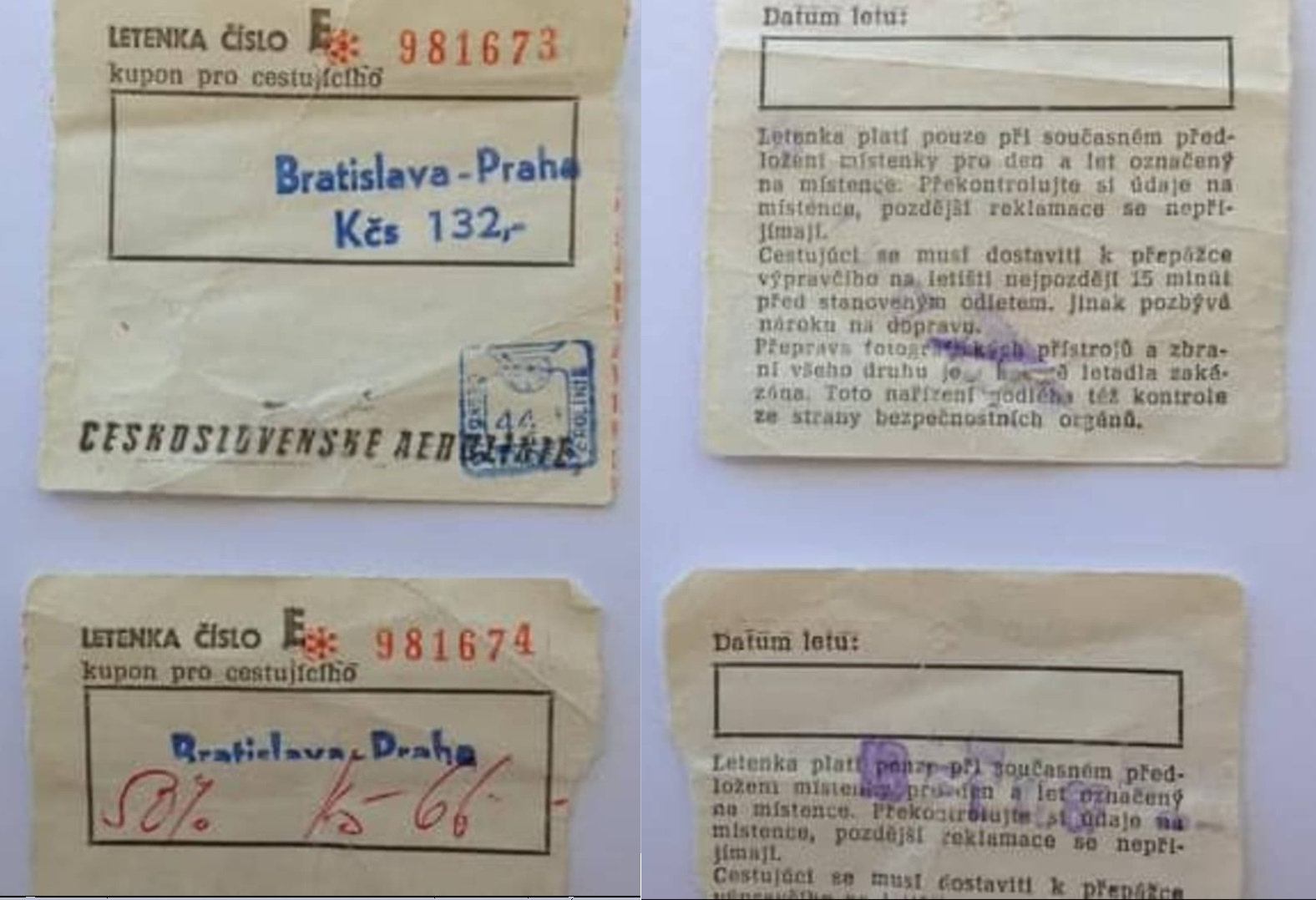
Československé státní aerolinie – letenky z 80. let 20. století

Letenka je doklad o sjednání přepravní smlouvy v letecké dopravě, kterým cestující prokazuje vůči dopravci i personálu letiště své nároky ze sjednané smlouvy, především nárok na přepravu své osoby spolu se zavazadlem, zpravidla i na konkrétní místo v letadle. Je tedy obdobou jízdního dokladu (jízdenky a zpravidla i místenky). Bývá vydávána leteckou společností nebo cestovní agenturou.

## Vlastnosti a ceny letenek
K některým typům letenek je třeba ještě požádat o samostatný palubní lístek. U zpátečních letenek je někdy třeba rekonfirmovat (potvrdit či rezervovat) zpáteční let. U různých prodejců a dopravců se mohou lišit podmínky stornování letenky nebo dodatečné změny rezervace.
Do vyhrazených částí letiště (odbavovací hranice se nazývá check-in) a do letadla bývá cestující vpouštěn pouze prokáže-li se letenkou a palubním lístkem. Někde bývá zvykem připevňovat tyto doklady zvenčí k oděvu.
Obvykle se vydávají letenky pro každou osobu samostatně. Cestuje-li větší skupina osob společně, mohou být letenky připevněny k sobě a mít stejné rezervační číslo a záznamový lokátor, což umožňuje, aby celá skupina byla odbavena najednou.
Některé letenky bývají refundovatelné. Avšak toto pravidlo často neplatí u charterových (nízkonákladových) leteckých společností, které nemají refundovatelné letenky a ještě podléhají mnoha dalším omezením.
Samostatnou položkou ceny jsou letištní poplatky. Výše letištních poplatků bývá závislá na významu letiště a jeho kvalitě a cenové politice.
Někdy bývají z ceny letenky odděleny i další složky, například takzvaný palivový příplatek.

## Rezervace a nákup letenek
Nejčastěji letenku lze zakoupit u letecké společnosti, cestovní agentury nebo specializovaného prodejce letenek.
Letenku lze zakoupit buď osobně, v papírové podobě, nebo pomocí rezervace („knihování“, booking) například telefonicky nebo přes internet. Letenky rezervované přes internet často bývají o stovky až tisíce korun levnější.
Elektronicky zakoupenou letenku je buď možné si vyzvednout dodatečně při nástupu cesty, nebo namísto papírové letenky obdrží cestující e-mailem kód, který slouží jako elektronická letenka (tento systém se nazývá e-ticketing). Kód si může cestující vytisknout doma na své tiskárně nebo si ho jen opsat či pamatovat.
Většinou však není třeba si kód zapamatovat vůbec, protože stačí, když se při odbavení cestující prokáže dokladem totožnosti a personál letiště pouze srovná jeho jméno a příjmení s rezervačním systémem.

## Akční letenky
Termín akční letenky se začal používat v souvislosti s výskytem různých cenových akcí leteckých společností. V závislosti na okolních faktorech se snaží aerolinky oslovit cestující z ekonomické třídy svými atraktivními cenami a vyvolat tak zájem o turistické cestování. Ať již se jedná o promo akce, slevové akce nebo jakékoliv jiné akční nabídky týkajících se cen letenek, můžeme je nazvat akční letenkou.
Velmi zajímavým úkazem z oblasti akčních letenek jsou také tzv. chybné tarify. Kdy do ceny letenky není např. započítán palivový příplatek nebo je cena letenky zadána ve špatné měně. Například pracovník místo zadání ceny 300 € zadá 300 Czk.
Existuje mnoho portálů, které se zajímají o tuto tematiku. Sbírají právě všechny akční letenky a publikují je pomocí svých stránek, díky čemuž se šíří dále do široké veřejnosti. V souvislosti s narůstajícím zájmem, kdy lze hovořit také o novém životním stylu cestovatelů, byla natočena na toto téma i reportáž televizním kanálem TV Nova.